# De Guanajuato...para América!
De Guanajuato... para América! es el séptimo álbum del grupo mexicano Los Caminantes, lanzado en 1986 por medio de Luna Records. El álbum alcanzó el número uno en la lista Billboard Regional Mexican Albums.

## Lista de canciones
| #  | Canción                        | Duración | Compositores                |
| -- | ------------------------------ | -------- | --------------------------- |
| 01 | "Amor Sin Palabras"            | 3:16     | Federico y Francisco Curiel |
| 02 | "Porqué"                       | 3:19     | Brígido Ramírez             |
| 03 | "Cuando Te Vuelva A Encontrar" | 2:55     | Horacio Ramírez             |
| 04 | "Tu Mirada"                    | 3:29     | Miguel Ángel Medina         |
| 05 | "Ángela"                       | 2:51     | Martín Ramírez              |
| 06 | "Una Noche"                    | 2:59     | Agustín Ramírez             |
| 07 | "Fue Ayer"                     | 3:13     | Eduardo Espinoza            |
| 08 | "Con Mis Propias Manos"        | 2:46     | Antonio Valdéz Herrera      |
| 09 | "Soldado Raso"                 | 3:32     | Felipe Valdéz Leal          |
| 10 | "El Negro No Puede"            | 2:56     | Lalo Frasen                 |

## Lista de posiciones
| Año  | Listas                            | Posiciones | Semanas en la lista |
| ---- | --------------------------------- | ---------- | ------------------- |
| 1986 | Billboard Regional Mexican Albums | 1          | 19                  |